# Esluco Selcúnio
Esluco Selcúnio (em latim: Slucus; em armênio/arménio: Սղուկ; romaniz.: Słuk) foi um nobre armênio do século IV, membro da família Selcúnio, que esteve ativo no reinado de Tiridates III (r. 298–330).

## Nome
Esluco (Slucus) é a forma latina do armênio Esluque (Սղուկ, Słuk), cuja origem é desconhecida.

## Vida
Esluco era membro da família Selcúnio e sua irmã, cujo nome não é conhecido, casou-se em data incerta com Autaias Amatúnio. De acordo com Moisés de Corene, foi responsável por assassinar seu cunhado sob ordens do xainxá do Império Sassânida. Pouco depois, refugiou-se em sua fortaleza em Olacana, em Taraunitis e decidiu opor-se ao rei Tiridates III (r. 298–330), causando tumulto junto aos trabalhadores. Tiridates, que estava em campanha no norte, proclamou na Albânia que quem se oferecesse para liquidar com a ameaça receberia grandes recompensas. Mangom Chém, suposto epônimo dos Mamicônios, marchou com sua comitiva para Taraunitis e enviou mensageiros à pé para ludibriar Esluco, alegando que veio para propor uma grande rebelião enquanto o rei estava ausente. Esluco alegrou-se com a proposta, mas não permitiu que Mangom adentrasse Olacana antes de se certificar de sua lealdade. Mangom tentou persuadi-lo durante vários dias, até que conseguiu convencê-lo a sair para caçar veados. Durante a caçada, Esluco foi atingido por uma flecha nas costas e morreu. Mangom invadiu a fortaleza, aprisionou aqueles que a ocupavam e chacinou a família Selcúnio, salvo dois membros que fugiram para Sofena.